# Ernst Rose
Heinrich Ernst Rose (* 12. Juni 1821 in Nöschenrode; † vor 1893) war ein deutscher Marmormeister und Fotograf.

## Leben
Ernst Rose wurde als Sohn des im Dienst der Grafen zu Stolberg-Wernigerode stehenden Bergmanns Johann Heinrich Rose auf der Voigtstiegmühle, die in jener Zeit auch als Marmormühle zum Schleifen des am Hartenberg bei Elbingerode (Harz) gebrochenen Marmors genutzt wurde, geboren. Johanne Marie Sophie geborene Volmer war seine Mutter.
Wie sein Vater wurde Ernst Rose zunächst gräflich-stolberg-wernigerödischer Bergmann. Doch sein erlernter Beruf hatte in der Mitte des 19. Jahrhunderts keine Zukunftschancen. Der Bergbau in der Montanregion Harz lohnte sich kaum noch und immer mehr Bergwerke, darunter auch das, in dem Ernst Rose beschäftigt war, kamen zum Erliegen.
Rose suchte daher nach einer anderen Verdienstmöglichkeit. Nachdem in den 1840er-Jahren auch im deutschsprachigen Raum erste Fotoateliers eröffnet wurden, begann sich auch Rose für das neue Medium der Fotografie zu interessieren. Ende der 1850er-Jahre richtete er in seinem Geburtshaus das erste Fotoatelier in Stadt und Grafschaft Wernigerode ein. Er nannte es Photograph. Atelier für Portrait und Landschaften. Im Jahr 1864 wurde er als „Marmormeister in Voigtstieg bei Wernigerode“ in den Photographischen Verein zu Berlin aufgenommen. Schon bald erhielten seine Fotografien regen Zuspruch, so dass er zuerst in Quedlinburg und dann in Thale zusätzliche Filialen eröffnete. Neben Porträts, die er in seinen drei Fotoateliers anfertigte, trat er vor allem mit Landschaftsaufnahmen aus dem Harz an die Öffentlichkeit, die heute zu den frühesten dokumentarischen Fotos dieser Landschaft zählen.
Seit den 1890er-Jahren erschienen mehrere seiner Fotos in hoher Auflage auf Ansichtskarten und fanden somit eine größere Verbreitung.
Am 29. April 1849 heiratete Ernst Rose in der Schlosskirche Wernigerode Johanne Louise Charlotte geborene Basse. Aus der Ehe ging der Sohn Friedrich (Fritz) Rose hervor, der ebenfalls den Beruf eines Fotografen erlernt hatte. Mit Zunahme des Harzer Tourismus verlegte dieser das vom Vater übernommene Fotoatelier aus dem Mühlental in das Gebäude Nicolaiplatz 1 im Stadtzentrum von Wernigerode. Nach seinem Tod ging dieses Fotoatelier an die Fotografin Hildegard Riekewolt.